# Р-16
Р-16 була першою успішною міжконтинентальною балістичною ракетою, розгорнутою Радянським Союзом. На Заході вона була відома під кодовою назвою НАТО SS-7 Saddler, а в Росії має індекс GRAU 8K64.
Зі створенням ракети Р-16 був завершений комплекс бойових ракет Р-12, Р-14 та Р-16, за допомогою яких в СРСР створили новий рід військ — Ракетні війська стратегічного призначення.

## Опис
Ракета була 30,4 м завдовжки, 3 м в діаметрі і мала стартову масу 141 тонн. Максимальна дальність була 11 000 км з 5-6 Мт термоядерною боєголовкою і 13 тис. км з 3 Mт боєголовкою. Ракета мала імовірне кругове відхилення (CEP) 2,7 км.

## Історія

Р-16

Під час розробки 24 жовтня 1960 року стався масштабний збій, коли прототип ракети вибухнув на майданчику, убивши щонайменше 78 людей. Після десятиліть приховування уряд нарешті розкрив цей інцидент, який називають катастрофою на Байконурі. Смертельна аварія з ракетою Р-9 Десна сталася рівно через три роки, через що 24 жовтня стали називати «чорним днем» Байконура. З тих пір на Байконурі не було спроб запусків цього дня.
Після затримок, пов'язаних із загибеллю багатьох людей, які працювали над проєктом, перший політ ракети відбувся 2 лютого 1961 року. Початкова оперативна здатність була досягнута 1 листопада 1961 року. Ракети залишались на озброєнні до 1976 року, а максимальна кількість в 202 одиниці була досягнута в 1965 році. Радянський Союз мав менше 50 таких ракет, розгорнутих у 1962 році під час Карибської кризи. Можливо, лише близько 20 тимчасових пускових установок Р-16 працювали під час розпалу кризи.
Р-16 була справжньою міжконтинентальною ракетою першого покоління та значним удосконаленням значною мірою експериментального «нульового» покоління Р-7 «Семерка». Ракета використовувала гіперголічну двопаливну комбінацію несиметричного палива диметилгідразину (UDMH) у поєднанні з окислювачем червоної димлючої азотної кислоти (RFNA). Радянська влада спочатку розгорнула його на м'яких об'єктах, які не були захищені від ядерної атаки. У звичайному режимі ракети зберігалися в ангарах, і для їх розгортання, заправлення паливом і готовності до запуску потрібно було від однієї до трьох годин. Через корозійну природу азотної кислоти ракети могли залишатися заправленими лише кілька днів. Після цього паливо потрібно буде видалити, а ракету відправити назад на завод для відновлення. Навіть заповнені паливом і в стані готовності радянським ракетам все одно потрібно було чекати до двадцяти хвилин, щоб розкрутити гіроскопи в системах наведення, перш ніж став можливим запуск. Незважаючи на ці недоліки, Р-16, безсумнівно, була першою справді успішною міжконтинентальною балістичною ракетою, розробленою Радянським Союзом.
Радянський Союз знав про вразливість ракети, і з 1963 року деякі ракети R-16U базувалися в шахтах, з приблизно 69 шахтними пусковими установками, прийнятими на озброєння. Кожен пусковий комплекс складався з трьох шахтних пускових установок, згрупованих разом з економічних міркувань, щоб дозволити їм використовувати загальну систему дозаправки, що робило їх уразливими для однієї американської ракети.
Система керування цією ракетою розроблена в (ОКБ-692),(м. Харків, УРСР), нині «Хартрон» м. Харків Україна.

## Оператор
СРСР
The Ракетні війська стратегічного призначення були єдиним оператором ракет Р-16.